# منظمات خدمات طب الأسنان في الولايات المتحدة
منظمات خدمات طب الأسنان، والمعروفة باسم منظمات دعم طب الأسنان‏ (اختصارًا DSOs)، هي مراكز دعم للأعمال المستقلة التي تتعاقد مع ممارسات طب الأسنان في الولايات المتحدة. توفر تلك المنظمات الدعم وإدارة الأعمال لممارسات طب الأسنان، بما في ذلك العمليات غير الطبية.
بعد اعتماد قانون الرعاية الصحية بأسعار معقولة (قانون الرعاية الصحية الأمريكي «أوباما كير») والتوسع الأخير في ميديكيد، أصبح نموذج تلك المنظمات شائعًا بشكل متزايد في ممارسات طب الأسنان. في بعض أنحاء الولايات المتحدة، بدأت ممارسات طب الأسنان في الانتقال من الممارسة التقليدية إلى نموذج تلك المنظمات الخدمية من أجل توفير رعاية أكثر بأسعار معقولة لعدد أكبر من المرضى. وكانت الابتكارات في مجال طب الأسنان تعني أن تلك المنظمات أصبحت حلًا مشتركًا لتوفير رعاية الأسنان للعديد من الأسر ذات الدخل المنخفض في الولايات المتحدة. وقد سمح تجميع ممارسات طب الأسنان بتخفيض تكاليف تلك الممارسات إلى أدنى حد ممكن، مما يسمح بتمرير الادخار إلى المرضى الذين لا تتوفر لهم حاليا رعاية مناسبة للأسنان.

## التاريخ
استطلعت مؤسسة غالوب في دراسة لها في عام 2001 فعالية الرعاية الطبية للمرضى ذوي الدخل المنخفض في الولايات المتحدة. ووجد الاستطلاع أن 19 في المئة من المستطلعين لم يتلقوا العلاج الطبي الذي يحتاجونه بسبب عدم القدرة على تحمُّل تكاليف العلاج. وعلى مدى فترة ثماني سنوات، استمرت النسبة في الارتفاع لتصل إلى 29 في المائة في عام 2009. وكان المقصود من قانون الرعاية الصحية بأسعار معقولة (قانون الرعاية الصحية الأمريكي «أوباما كير»)، في جزء منه، هو مكافحة العدد المتزايد من الأشخاص الذين لا يتلقون الرعاية الطبية لطب الأسنان، بسبب التكلفة التي لا يمكن تحملها. ومع ذلك استمرت إحصاءات الرعاية التي لا يمكن تحملها في الارتفاع. في عام 2014، وصلت الإحصاءات إلى 33 في المئة، قبل أن تنخفض بعد عام إلى 31 في المئة.
أوردت منظمة الصحة العالمية في نيو مكسيكو تقريرًا في عام 2008، يبين آثار وعيوب الرعاية العامة للأسنان في الولايات المتحدة. وذكرت أن العديد من الأرقام المستخدمة لقياس رعاية الأسنان قد تكون غير دقيقة دون رموز التشخيص. ولخّص التقرير في ذلك الوقت وجود اختلافات واسعة النطاق غير مبررة في القرارات الطبية بين أطباء الأسنان. وذكرت تقارير أخرى نُشرت في نفس الوقت أن هناك تعريفًا متضاربًا للجودة لواأنشطة المتعلقة بالجودة. وذكر خبراء الصناعة والقانونيون أن اختصاصيي طب الأسنان مُلزمون بالمعايير القانونية والمهنية، بغض النظر عن نموذج الأسنان الذي يختارونه للمشاركة.
وذكر تقرير عام 2015 للمنتدى الوطني لأقليات الجودة أن منظمات دعم الأسنان هي ابتكار يساعد على معالجة مشكلة إمكانية الوصول في مجال رعاية الأسنان. ووجد نفس التقرير أن 47 في المئة من الأميركيين لديهم إمكانية محدودة أو ضعيفة للحصول على الرعاية الصحية الجيدة.
ويزيد الطلب المتزايد بين السكان ذوي الدخل المنخفض من حاجات خدمات الدعم من أجل الحد من مشكلة رعاية الأسنان السيئة في الولايات المتحدة. وقد عملت تلك المنظمات إلى حدٍ كبير على تحسين فرص الحصول على الرعاية الطبية للأسنان للأطفال المؤهلين في ميديكيد في العقد الماضي. وأجرى المعهد الوطني لأبحاث طب الأسنان والأوعية القلبية مزيدًا من البحث في مجال رعاية الأسنان للأقليات، ووجد أن الأُسر السوداء والإسبانية في المناطق ذات الدخل المنخفض عانت بشكل أكبر من حالات تسوس الأسنان. وأظهرت أبحاث مماثلة أن سوء صحة الأسنان يؤثر بشكل مباشر على القدرات التعليمية والالتحاق بالمدارس.
كما توجد زيادة مطردة في عدد أطباء الأسنان في الولايات المتحدة التي اختارت التعاقد مع تلك المنظمات في السنوات الأخيرة. يزداد عدد الممارسات المُقدّمة من خلال تلك المنظمات بنحو ثلاثة أضعاف معدل الصناعة نفسها. وفي نهاية عام 2015 وحتى عام 2016، أُجريت المزيد من الدراسات بشأن أوجه الكفاءة في هذه المنظمات. أوضحت شركة كول سميلز والتي تمثل إحدى تلك المنظمات، أن نفقات الرعاية الطبية لكل مريض كانت أقل بنسبة 33 في المئة من المرضى الذين لا يتعاملون مه منظمات خدمات طب الأسنان.
وقد حاولت عدة جمعيات لطب الأسنان في الولاية إدخال تشريع لتقييد منظمات خدمات طب الأسنان من التنافس داخل نفس الدولة. تدعي الجمعيات أن تلك المنظمات قد تمارس ضغطًا على أطباء الأسنان للقيام بعمل أكثر مما هو مطلوب، على الرغم من الدراسات التي تظهر أن أطباء الأسنان المرتبطين بتلك المنظمات في الواقع يقومون بعمل أقل من طبيب الأسنان العادي. وقد علّقت لجنة التجارة الاتحادية أن هذا النوع من التشريعات سيضر المستهلكين. وقد عارضت مجموعات مثل الجمعية الأميركية للإصلاح الضريبي واتحاد دافعي الضرائب الوطنيين هذا التشريع.
تُميز منظمات خدمات طب الأسنان نفسها عن مجموعات ممارسات طب الأسنان الأخرى من خلال خدمات الدعم التي تقدمها مثل الفواتير وتكنولوجيا المعلومات والتسويق والموارد البشرية وكشوف المرتبات والمحاسبة والذي يُتبر كجزء من شركة مستقلة مستقلة قانونيًا، كما هو مطلوب من قبل العديد من الولايات.